# 고반

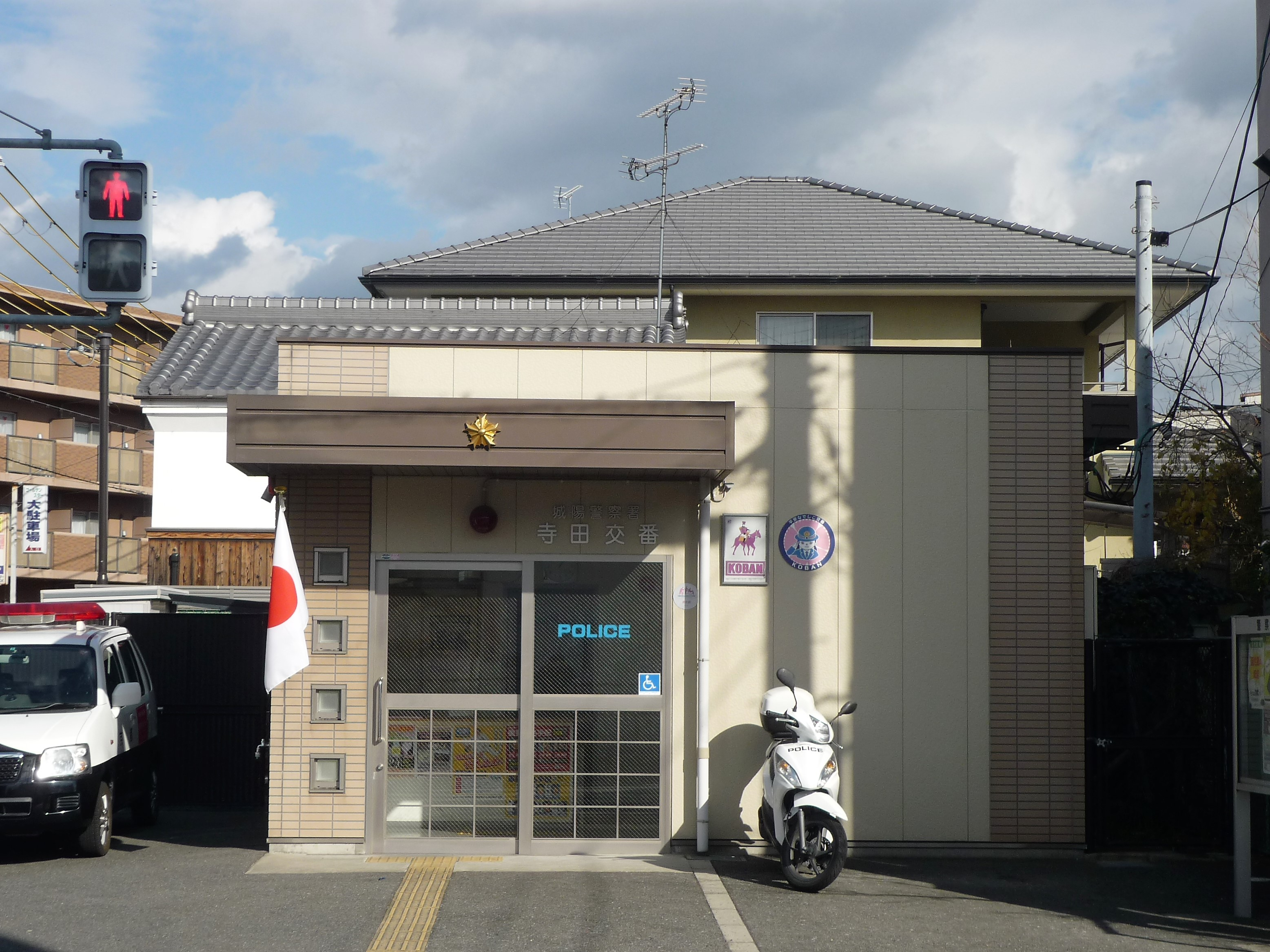
교토부 조요시에 있는 고반

고반(交番)은 일본의 경찰관이 근무하는 작은 지역 경찰서이다. 원칙은 24시간제로, 경찰관이 교대제로 근무하고 있다. 일본의 경찰 용어로는 하코(ハコ)나 PB라고 부르기도 한다.